# Leichtathletik-Weltmeisterschaften 2013/Teilnehmer (Peru)
| Gelbes Symbol für Goldmedaillen mit stilisierten Olympischen Ringen | Graues Symbol für Silbermedaillen mit stilisierten Olympischen Ringen | Braundes Symbol für Bronzemedaillen mit stilisierten Olympischen Ringen |
| ------------------------------------------------------------------- | --------------------------------------------------------------------- | ----------------------------------------------------------------------- |
| —                                                                   | —                                                                     | —                                                                       |

Der Leichtathletik-Verband Perus stellte eine Teilnehmerin und einen Teilnehmer bei den Leichtathletik-Weltmeisterschaften 2013 in der russischen Hauptstadt Moskau.

## Ergebnisse

### Männer

#### Laufdisziplinen
| Athletin        | Disziplin    | Vorlauf | Vorlauf | Halbfinale         | Halbfinale         | Finale             | Finale             |
| Athletin        | Disziplin    | Zeit    | Platz   | Zeit               | Platz              | Zeit               | Platz              |
| --------------- | ------------ | ------- | ------- | ------------------ | ------------------ | ------------------ | ------------------ |
| Jorge McFarlane | 110 m Hürden | 13,93 s | 28      | nicht qualifiziert | nicht qualifiziert | nicht qualifiziert | nicht qualifiziert |

### Frauen

#### Laufdisziplinen
| Athletin        | Disziplin   | Vorlauf | Vorlauf | Halbfinale | Halbfinale | Finale    | Finale |
| Athletin        | Disziplin   | Zeit    | Platz   | Zeit       | Platz      | Zeit      | Platz  |
| --------------- | ----------- | ------- | ------- | ---------- | ---------- | --------- | ------ |
| Kimberly García | 20 km Gehen |         |         |            |            | 1:33:57 h | 35     |